# M. Night Shyamalan
Manoj Nelliyattu Shyamalan, thường được biết đến với nghệ danh M. Night Shyamalan (sinh ngày 6 tháng 8 năm 1970), là một nam nhà làm phim người Mỹ gốc Ấn Độ. Được đánh giá là một trong những nhà làm phim có sức độc đáo nhất của điện ảnh Hollywood, ông nổi tiếng với những bộ phim có những tình tiết siêu nhiên và những cái kết đầy bất ngờ và khó đoán.
Bắt đầu sự nghiệp vào năm 1992 với bộ phim đầu tay Praying with Anger, ông được khán giả chú ý đến qua bộ phim Giác quan thứ sáu (1999), tác phẩm đã giúp ông đề cử giải Oscar cho hạng mục Kịch bản gốc xuất sắc nhất và Đạo diễn xuất sắc nhất. Sau thành công này, ông đã cho ra mắt các bộ phim ăn khách tiếp theo gồm Bất khả xâm phạm (2000), Signs (2002) và The Village (2004). Kể từ sau năm 2004, phong độ làm phim của Shyamalan đã trở nên sa sút khi ông cho ra mắt những bộ phim thất bại về mặt nghệ thuật nhưng thành công về mặt doanh thu, điển hình qua các bộ phim Lady in the Water (2006), Thảm họa toàn cầu (2008), và cao trào của sự thất bại đó là Tiết khí sư cuối cùng (2010) và Trở về Trái Đất (2013). Cả bốn tác phẩm kể trên đều bị đề cử hoặc giành giải Mâm xôi vàng cho các hạng mục Kịch bản dở nhất, Đạo diễn dở nhất và Phim dở nhất.
Sau một khoảng thời gian dài đánh mất phong độ, Shyamalan đã trở lại vị thế vốn có của mình khi ông hợp tác với hãng sản xuất Blumhouse Productions để cho ra mắt bộ phim 9 rưỡi tối (2015). Tiếp nối thành công, ông đã cho ra mắt hai phần phim còn lại của thương hiệu Unbreakable bao gồm Tách biệt (2016) và Bộ ba quái nhân (2019), cùng với đó là các tác phẩm gần nhất bao gồm Già (2021), Tiếng gõ ở căn nhà gỗ (2023), và Bẫy (2024).
Với những đóng góp không ngừng nghỉ trong ngành điện ảnh Hollywood, Shyamalan đã được Chính phủ Ấn Độ khen thưởng và trao danh hiệu Padma Shri cho những cống hiến của ông về nghệ thuật điện ảnh. Ngoài ra, ông còn được biết đến là người quay nhiều bộ phim nhất tại chính nơi ông trưởng thành – thành phố Philadelphia của tiểu bang Pennsylvania. Năm 2022, ông được chọn là Chủ tịch Hội đồng giám khảo tại liên hoan phim quốc tế Berlin lần thứ 72.